# 世界模特网
世界模特网（Models.com）是与模特儿、时装机构、造型师、公司和广告活动等相关的在线信息数据库，至今仍然活跃。该网站由Stephan Moskovic和Wayne Sterling于1999年创立。世界模特网的总部位于美国纽约。
除了包含广泛的数据库之外，世界模特网还会定期制定大量与时尚行业相关的排行榜，特别是关于模特和模特的受欢迎程度。其中包括了“前50名女性、前50名男性、顶级偶像、前25名最性感、前10名最佳新人、The Money Girls、The Money Guys、Top Icons Men等。根据Alexa的调查结果，该网站在美国最大的网站中总共 11,930的访问量中排名第6,425。

## 评价
- 《纽约时报》的记者盖伊·特瑞贝（Guy Trebay）称该网站为“业界最喜欢的参考网站”[3]。